# Шелімбер (комуна)
Шелімбер (рум. Șelimbăr) — комуна у повіті Сібіу в Румунії. До складу комуни входять такі села (дані про населення за 2002 рік):
- Бунгард (567 осіб)
- Вештем (1654 особи)
- Моху (677 осіб)
- Шелімбер (2014 осіб) — адміністративний центр комуни

Комуна розташована на відстані 210 км на північний захід від Бухареста, 4 км на південний схід від Сібіу, 120 км на південь від Клуж-Напоки, 111 км на захід від Брашова.

## Населення
За даними перепису населення 2002 року у комуні проживали 4912 осіб.
Національний склад населення комуни:
| Національність | Кількість осіб | Відсоток |
| -------------- | -------------- | -------- |
| румуни         | 4735           | 96,4%    |
| цигани         | 99             | 2,0%     |
| німці          | 55             | 1,1%     |
| угорці         | 22             | 0,4%     |

Рідною мовою назвали:
| Мова      | Кількість осіб | Відсоток |
| --------- | -------------- | -------- |
| румунська | 4768           | 97,1%    |
| циганська | 73             | 1,5%     |
| німецька  | 52             | 1,1%     |
| угорська  | 18             | 0,4%     |

Склад населення комуни за віросповіданням:
| Релігія                                       | Кількість осіб | Відсоток |
| --------------------------------------------- | -------------- | -------- |
| православні                                   | 4700           | 95,7%    |
| бретрени                                      | 57             | 1,2%     |
| адвентисти                                    | 26             | 0,5%     |
| лютерани (Аугсбурзького сповідання)           | 24             | 0,5%     |
| римо-католики                                 | 23             | 0,5%     |
| реформати                                     | 15             | 0,3%     |
| баптисти                                      | 15             | 0,3%     |
| п'ятдесятники                                 | 13             | 0,3%     |
| лютерани                                      | 11             | 0,2%     |
| лютерани (Синодально-пресвітеріанська церква) | 9              | 0,2%     |
| греко-католики                                | 5              | 0,1%     |
| не релігійні                                  | 1              | < 0,1%   |